# Linha Amarela (Rio de Janeiro)
Linha Amarela (denominada oficialmente como Avenida Carlos Lacerda), é uma importante via expressa da cidade do Rio de Janeiro, que liga a Baixada de Jacarepaguá à Ilha do Fundão, eliminando a necessidade de transitar pelas vias da Zona Sul. Sua construção ganhou impulso com os engarrafamentos na Zona Sul, na Zona Norte e na Avenida Brasil e permite que os cariocas transitem pela cidade a lazer ou a trabalho.

## História
Faz parte do projeto das linhas policromáticas elaborado pela equipe do urbanista grego Constantínos Apóstolos Doxiádis a pedido do governador do extinto Estado da Guanabara, Carlos Lacerda. Originalmente, foi projetado por Lúcio Costa para ser uma linha de metrô ligando o bairro do Méier à Barra da Tijuca. A via expressa, inaugurada em 1997, também faz parte deste plano que consiste na construção de vias de trânsito rápido em cinco por cento do território do município do Rio de Janeiro.
Apesar de ter sido idealizada na década de 1960, a Linha Amarela só começou a sair do papel em dezembro de 1994 na primeira gestão de Cesar Maia à frente da Prefeitura, após muita resistência de proprietários e inquilinos de imóveis que tiveram de ser desapropriados e demolidos.
As obras para a construção da via duraram quase três anos e foram divididas em três lotes: lote 1 (Avenida Ayrton Senna, Jacarepaguá/Gardênia Azul – Avenida Geremário Dantas, Freguesia), lote 2 (Avenida Geremário Dantas, Freguesia – Rua Pernambuco, Encantado) e lote 3 (Rua Pernambuco, Encantado – Avenida Novo Rio, Bonsucesso).
A Novo Rio e a Avenida Ayrton Senna (antiga Avenida Alvorada) são os trechos antigos da Linha Amarela que somam, juntos, 10 quilômetros. O trecho que foi construído, entre 1994 e 1997, é de 15 quilômetros.
O lote 2 foi o mais trabalhoso, pois os engenheiros precisaram perfurar o maciço da Serra dos Pretos-Forros. Neste maciço está o Túnel da Covanca, que tem a extensão de 2 187 metros em cada sentido. É um dos maiores túneis urbanos do mundo. Além deste, conta com mais dois túneis menores: o Túnel Geólogo Enzo Totis e o Túnel Engenheiro Enaldo Cravo Peixoto e um pequeno túnel quadrado chamado Túnel da Suíça Carioca.
Tão logo foi inaugurada, um problema logo apareceu: os engarrafamentos na chegada ao trecho onde era o início da antiga Avenida Novo Rio, que era mais estreita em relação à parte nova da Linha Amarela. Isso obrigou o então prefeito Luiz Paulo Conde a determinar o alargamento do Viaduto Sampaio Correia e, posteriormente, da Avenida Bento Ribeiro Dantas, entre o viaduto e a Ilha do Fundão, acabando com o gargalo.[carece de fontes?]

## Bairros ligados pela avenida
- Jacarepaguá
- Gardênia Azul
- Cidade de Deus
- Freguesia
- Pechincha
- Água Santa
- Encantado
- Engenho de Dentro
- Abolição
- Del Castilho
- Pilares
- Inhaúma
- Higienópolis
- Bonsucesso
- Manguinhos
- Maré
- Cidade Universitária (Ilha do Fundão)

## Características
A via possui quatro faixas em cada sentido, sendo que em dias úteis, de seis horas às nove horas da manhã, o sentido Avenida Brasil ganha uma faixa reversível no sentido Barra da Tijuca. O acesso é feito por 14 saídas, sendo elas:
- Saída 1: Gardênia Azul/Jacarepaguá/Cidade de Deus – Avenida Ayrton Senna
  - 1A: Pechincha – Estrada do Pau Ferro
  - 1B: Freguesia – Avenida Geremário Dantas
- Saída 2: Água Santa – Rua Dois de Fevereiro / Rua Borja Reis
- Saída 3: Encantado e Engenho de Dentro – Rua Guilhermina / Rua Guineza
- Saída 4: Pilares – Avenida Dom Hélder Câmara
  - 4A: Inhaúma e Cachambi – Avenida Segal
- Saída 5: Inhaúma e Del Castilho – Avenida Automóvel Clube
- Saída 6: Del Castilho – Estrada Ademar Bebiano
- Saída 7: Higienópolis – Avenida dos Democráticos
- Saída 8: Bonsucesso – Rua Leopoldo Bulhões
- Saída 9:
  - 9A e 9D: Manguinhos – Avenida Brasil sentido Centro
  - 9B e 9C: Manguinhos – Avenida Brasil sentido Zona Oeste
- Saída 10
  - 10A: Cidade Universitária – Linha Vermelha sentido Centro
  - 10B: Cidade Universitária – Linha Vermelha sentido Baixada Fluminense

Além disso, é via de passagem de diversas linhas de ônibus, que saem do Centro do Rio com destino a Jacarepaguá e Barra da Tijuca, além de linhas que saem da Zona Norte, próximo a alguns de seus acessos, para os bairros citados anteriormente. Ademais, a via também serve como caminho das linhas "Baixada–Barra", que saem do Terminal Alvorada, com destino à Baixada Fluminense.

## Resultados da construção da avenida
- Crescimento da Barra da Tijuca e Recreio dos Bandeirantes devido à maior facilidade de acesso à região
- Aumento expressivo da interligação entre as regiões da cidade, havendo maior facilidade de se acessar bairros como Água Santa, que não eram próximos de grandes vias
- Criação de novas linhas de ônibus para equilibrar a demanda de passageiros
- Ligação através de uma saída do Estádio Olímpico Nilton Santos (Engenhão)
- Criação de uma saída da Avenida Dom Hélder Câmara para a Avenida Brasil tendo como corredor a Linha Amarela
- Obras de melhoria e expansão do acesso à Linha Amarela localizado na Avenida Brasil, sentido Zona Norte
- Engarrafamentos quilométricos nas vias do entorno da Linha Amarela, devido à popularização da via
- Construção do viaduto da Abolição, como saída de que vem do Engenhão
- Construção do viaduto de Bonsucesso

## Pedágio
É a primeira via urbana do Brasil a possuir praça de pedágio. Fica situada no bairro de Água Santa, no emboque norte do Túnel da Covanca. Desde junho de 2025, a tarifa base é de R$ 3,80 (três reais e oitenta centavos) para veículos automotores de rodagem simples (e isento para motocicletas), é possível pagar a tarifa por meio de Pix, cartão de débito e crédito ou por aproximação.
Desde a inauguração da via administrada pela Linha Amarela S.A. (LAMSA), em 1997, moradores do Rio de Janeiro acionam a Prefeitura com questionamentos sobre a legalidade da cobrança. De acordo com os incisos I, XI e XXVII do artigo 22 da Constituição brasileira, os municípios seriam proibidos de legislar sobre pedágio. Não seria possível, portanto, haver cobrança pelo uso de uma via que seja intramunicipal, ou seja, que saia de um ponto da cidade e termine em outro do mesmo município. É o caso do pedágio da Linha Amarela.

## Batalha legal

### Governo Marcelo Crivella

#### Suspensão do pedágio
Em dezembro de 2018, o então prefeito, Marcelo Crivella, publicou no Diário Oficial do município, a suspensão da cobrança do pedágio da Linha Amarela, no sentido Fundão. A concessionária recorreu à Justiça e retomou o direito de cobrança no dia seguinte.

#### Superfaturamento
A prefeitura alega ter descoberto que a Lamsa cobrou até 60 vezes mais por serviços realizados na via expressa. Na época, a tarifa para carros de passeio era de R$ 7,20 e a concessionária pedia reajuste para R$ 7,50. Um estudo da prefeitura sugeria que uma cobrança de dois reais em sentido único seria suficiente para manutenção da via.
Segundo auditoria do município, foi constatado prejuízo de 1,6 bilhão de reais à população da cidade, o que foi confirmado pela CPI da Linha Amarela realizada na Câmara dos Vereadores.
Constatou-se que, no contrato firmado com a LAMSA, foi excluída a receita com o fluxo de carros que passam pela via. Dessa forma, o retorno financeiro da concessionária, que deveria ser de 10 por cento, passou para 30 por cento: 150 milhões de carros passaram pelo pedágio sem que isso fosse contabilizado. Ainda de acordo com a Controladoria Geral do Município (CGM), os ganhos da LAMSA com a Linha Amarela foram suficientes para que a concessão tivesse se encerrado em 2015.

#### Ação de encampação e grupo de trabalho
Em 10 de outubro de 2019, Marcelo Crivella, determinou que o contrato de concessão com a LAMSA para a gestão da via fosse cancelado.
Em 27 de outubro, Crivella ordenou a suspensão da tarifa e a remoção das cabines de cobrança da praça de pedágio — posteriormente foi constatado um prejuízo de 3 milhões de reais à concessionária. A empresa recorreu da decisão da prefeitura e voltou a comandar a Linha, dias depois, com cobrança de pedágio.
Em 29 de outubro, Crivella encaminha projeto de lei à Câmara dos Vereadores para encampar a Linha Amarela.
Em 1 de novembro, a votação do projeto de encampação é votado por unanimidade na Câmara. No mesmo dia, a justiça enviou uma liminar que proíbe a prefeitura do Rio de cancelar a concessão e reassumir o controle da via expressa. No dia seguinte, uma manifestação fechou a via.
Em 4 de novembro, uma comissão foi criada para que as medidas exigidas para a encampação sejam tomadas.
Em 5 de novembro, uma nova votação foi realizada após revisão das emendas, o novo projeto é aprovado por unanimidade pela casa e sancionado pelo prefeito. No fim da noite, agentes da prefeitura retiraram as cancelas e interromperam a cobrança de pedágio na via. A concessionária recorreu à Justiça e retomou o direito de cobrança na noite do dia seguinte.

#### Superior Tribunal de Justiça autoriza encampação
Em 16 de setembro de 2020, o ministro Humberto Martins do Superior Tribunal de Justiça (STJ) autoriza a Prefeitura do Rio a retomar a administração da Linha Amarela.

### Governo Eduardo Paes

#### Grupo de trabalho
Em 26 de janeiro de 2021, já no governo do prefeito Eduardo Paes, foi criado, através de publicação no Diário Oficial do município, um grupo de trabalho para estudar a devolução da via para a Prefeitura.

#### Liminar concedida à LAMSA
Em 27 de janeiro, o desembargador André Ribeiro, da 21ª Câmara Cível, concedeu uma liminar à LAMSA permitindo o retorno da cobrança do pedágio pela concessionária e deu prazo de 30 dias para que a Prefeitura adotasse as providências cabíveis.

#### Negociação
Em 30 de janeiro, o prefeito anunciou que o município não recorreria da liminar e entraria em negociação com a LAMSA para redução do valor do pedágio e, caso não obtivesse sucesso, assumiria definitivamente a Linha Amarela e, na sequencia, faria uma nova licitação para concessão da via.

#### Sem acordo
Em 20 de fevereiro de 2021 — próximo ao prazo de 27 de fevereiro, concedido pela Justiça para negociação entre a Prefeitura e a concessionária LAMSA — o prefeito Eduardo Paes anunciou a decisão de manter a encampação, já que a negociação por um valor menor do pedágio não foi atingido. A Prefeitura queria que o valor do pedágio fosse três reais, mas a concessionária aceitaria um redução para até seis reais (o último valor cobrado era 7,50 reais).

#### Nova licitação
Ainda em 20 de fevereiro, o prefeito, após anunciar a decisão de concluir o processo de encampação, anunciou oficialmente que faria novo processo licitatório para determinar a concessionária que administrará a Linha Amarela e este aconteceria ainda no primeiro semestre de 2021. Também foi anunciado que o secretário Marcelo Calero, de Governo e Integridade Pública, e a Procuradoria Geral do Município fariam o registro de todos os bens da LAMSA já que terão que ser incorporados na encampação.

#### Anúncio das operações
Em 21 de fevereiro, a Prefeitura anunciou que estaria assumindo integralmente a operação da via expressa em uma semana e manteria a suspensão da cobrança do pedágio até que seja feita a nova licitação de concessão. Segundo o secretário Marcelo Calero, o município já deu início à transição para operação da via. O socorro mecânico passaria a ser executado por equipes da Companhia de Engenharia de Tráfego do Rio de Janeiro (CET-Rio) e de emergência pelo Corpo de Bombeiros (CBMERJ), como já ocorre em outras vias expressas da cidade. Também, o sistema do Centro de Operacional na praça do pedágio passaria a ser conectado ao Centro de Operações Rio (COR).

#### Ação contra a encampação
Em 22 de fevereiro, a companhia entrou com uma ação na 15ª Vara de Fazenda Pública do Tribunal de Justiça do Rio questionando a legalidade do procedimento de encampação feito pelo município.

#### Decisão favorável à concessionária e retomada das operações
Em 3 de março de 2021, o Supremo Tribunal Federal (STF) suspendeu a encampação da Linha Amarela – autorizada pelo STJ em setembro de 2020. Em 5 de março, a concessionária retomou o serviço da via.
Em 9 de março, a empresa anunciou que retomaria a cobrança de R$ 7,20 (para carros) a partir de 12 de março, Paes suspendeu e proibiu o retorno das operações pois segundo ele, a decisão do STF não previa a retomada da cobrança. Em 11 de março, a Lamsa suspendeu a retomada do pedágio.

#### Audiência de conciliação
Em 16 de março, uma audiência de conciliação foi realizada entre a Prefeitura do Rio e a Lamsa e contou com participação do presidente do STF, Luiz Fux, mas sem acordo entre as partes, foi suspenso por 15 dias.
Em 5 de abril de 2021, durante uma segunda audiência, Luiz Fux sugeriu que uma tarifa de 4 reais fosse aplicada por 3 meses, até que houvesse uma nova perícia na via, Eduardo Paes aceitou a proposta. Na ocasião, membros do Ministério Público e da Associação Brasileira de Concessionárias de Rodovias (ABCR) participaram da audiência. O ministro também pediu que a Procuradoria-Geral da República (PGR) se manifestasse sobre o assunto.

#### Retomada das tarifas
Em 9 de abril, a cobrança da tarifa, reajustada para 4 reais, foi retomada pela concessionária, motoristas que passavam pela praça do pedágio buzinavam em forma de protesto. Uma perícia calculou que o valor do pedágio deveria ser de R$ 8,70 a partir de janeiro de 2022, de acordo com relatório do Instituto de Pós-Graduação e Pesquisa em Administração da Universidade Federal do Rio de Janeiro.

#### Cassação da concessão por nulidade
Em 27 de setembro, o Prefeito Eduardo Paes anunciou que iria cassar a concessão da Linha Amarela após identificar superfaturamento de obras, o que caracteriza uma nulidade.
Uma perícia determinada pelo STF identificou superfaturamento de pelo menos 72 milhões de reais em obras feitas na via a partir de 2010. Em 2010, durante a gestão de Eduardo Paes, um aditivo ao contrato foi firmado, como contrapartida, a empresa deveria fazer investimentos na via no montante total de 252 milhões de reais.
Em 16 de dezembro, a prefeitura suspendeu o processo administrativo que previa o fim da concessão do pedágio da Linha Amarela pela Lamsa em 31 de dezembro.

### Julgamento
Em dezembro de 2023, o plenário do STF retomou o julgamento iniciado em março, de uma ação da ABCR sobre a legalidade das tentativas da prefeitura do Rio para encerrar o contrato de concessão da Linha Amarela, que venceria em 2022 mas foi prorrogado até 2037. Os ministros vão deliberar se cabe ao STF analisar a constitucionalidade de uma lei aprovada em 2019 pela Câmara dos Vereadores que decretava a encampação, sem o pagamento de indenização. Caso fique entendido que não cabe a corte deliberar sobre o tema, passa a valer a decisão do STJ de 2020, que autorizava a prefeitura a cancelar a concessão da Lamsa antes do fim do contrato. Os ministros Nunes Marques, Alexandre de Moraes, Cármen Lúcia e Rosa Weber votaram de forma favorável à prefeitura, enquanto os ministros Luiz Fux e Gilmar Mendes votaram a favor da Lamsa.
Em novembro de 2024, o STF entendeu que é sua competência decidir se o Município do Rio de Janeiro pode encerrar unilateralmente a concessão da via expressa.

### Acordo
Em 13 de junho de 2025, a Prefeitura do Rio e a Lamsa chegaram a um acordo sobre a concessão da via. A empresa continua administrando a via, mas se compromete a reduzir o pedágio para R$ 3,80 – valor 5% menor que o definido em 2021 –, menos de 40% do valor original do contrato, que seria superior a R$ 10 (reajustado anualmente). O acordo encerra as disputas judiciais sobre a concessão da via.

## Acidentes
De acordo com levantamento da concessionária, 80% dos acidentes fatais na via ocorrem com motos, sendo que 65% dessas vítimas foram atingidas por linha de pipa.
Acidentes notáveis na via:
- Em 5 de dezembro de 1997, quatro pessoas morreram ao colidirem com um carro em um poste na via.[70]
- Em 28 de janeiro de 2014, um caminhão derrubou uma passarela que passa sobre a via, próximo a saída 4A, deixando quatro mortos e quatro feridos.[71]